# Santi Simone e Giuda (Florenz)
Santi Simone e Giuda ist eine römisch-katholische Rektoratskirche  in Florenz, Toskana. Sie befindet sich auf der Piazza San Simone, in der Nähe der Via dei Lavatoi, einer Gasse in der Nähe der Piazza Santa Croce. Heute wird dort die Liturgie nach dem byzantinischen oder griechisch-katholischen Ritus für die in der Stadt lebenden ukrainischen Gemeinde gefeiert.

## Geschichte
Sie wurde um 1192 als kleines Oratorium der Vallombrosaner von Badia in der Nähe eines ihrer Weinberge errichtet, 1209 vergrößert und 1243 weiter ausgebaut, wobei sie fast den Mauerring aus der Zeit Dantes berührte. Im Jahr 1247 weihte Bischof Ardengo Trotti diese neue Kirche ein und machte sie zu einer Pfarrei.
Auf dem Platz vor der Kirche wurde 1309 Cialdino degli Ughi, ein Weißer Guelfe, von politischen Gegnern getötet, die mit der Familie Donati, den Schwarzen Guelfen, verbunden waren.
Im Jahr 1527 wurde der Maler Raffaellino del Garbo, ein Schüler von Filippo Lippi, der 1524 starb, in dieser Kirche beigesetzt.
Bei der Überschwemmung von 1557 beschädigt, wurde sie 1630 nach einem Entwurf von Gherardo Silvani renoviert, vor allem dank Bartolomeo Galilei, Malteser Ritter, und, nach dessen Tod, Giovanni Niccolai von Pistoia. Die Wappen der beiden (mit einer Leiter bzw. mit Sternen) finden sich an der Decke wieder.
Heute wird in der Kirche der griechisch-katholische Ritus (auch griechischer Ritus, byzantinischer Ritus oder östlicher Ritus genannt) praktiziert, der mit dem der orthodoxen Kirche identisch ist, aber in Gemeinschaft mit dem Papst von Rom steht.

## Beschreibung
Das Portal besteht aus zwei kannelierten Pietra-Serena-Säulen, die einen mit Flachreliefs verzierten Bogen tragen, der Benedetto da Rovezzano oder seinem Umfeld zugeschrieben wird. Die Lünette zeigt die Jungfrau zwischen den heiligen Aposteln Simon und Judas von Nicodemo Ferrucci. An der linken Wand befindet sich eine Marmortafel mit einer Inschrift in langobardischen Buchstaben, die an die Gründung der Kirche erinnert.
Die beiden Seitennischen wurden nach der Überschwemmung von 1966 wiederentdeckt und waren die Öffnungen zweier mittelalterlicher Fenster an der Fassade, die Silvani im 17. Jahrhundert verblendete.

### Innen

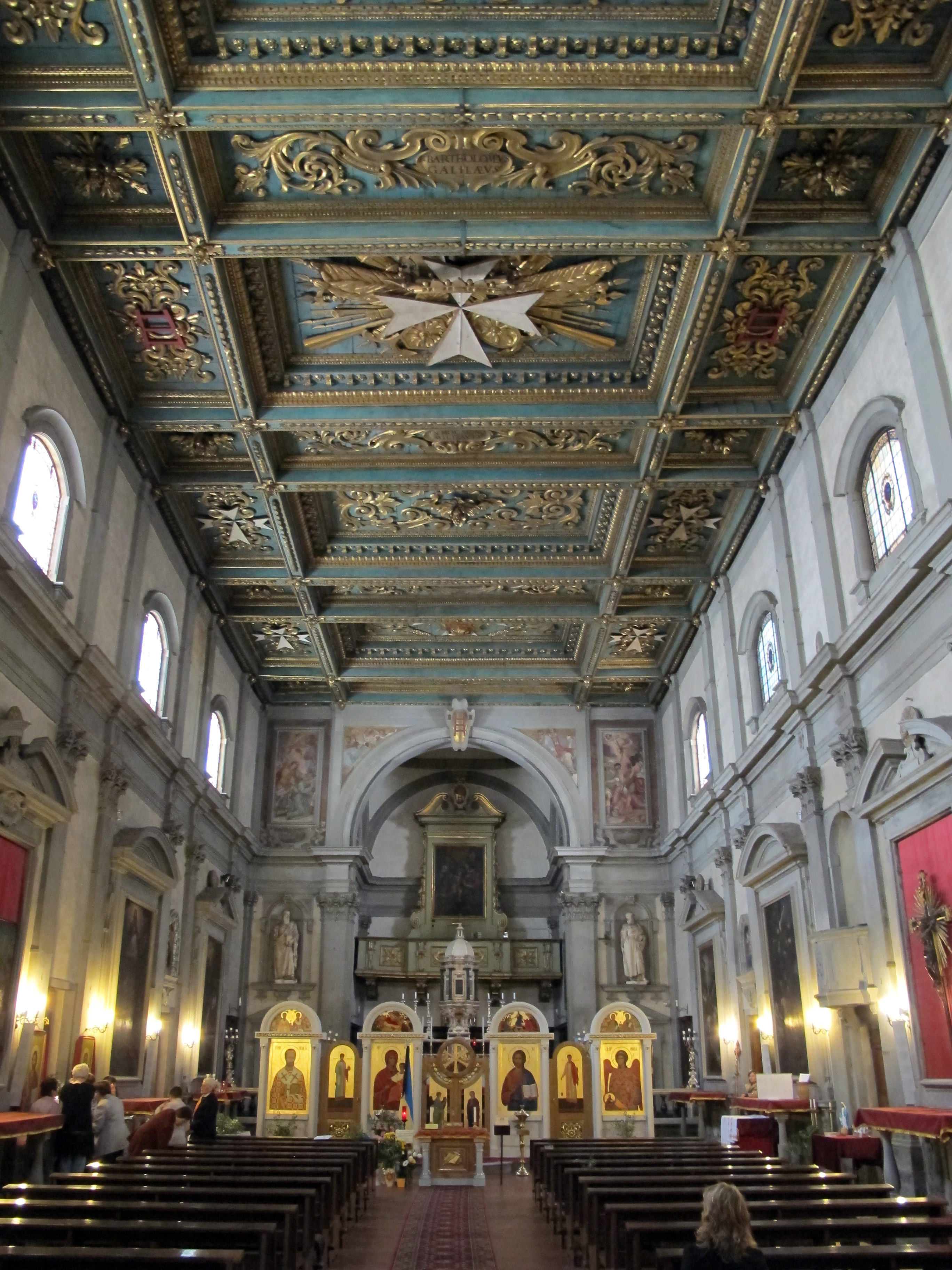
Der Innenraum mit der Ikonostase für den byzantinischen Ritus

Im saalartigen Innenraum, der von architektonischen Partien in „pietra serena“ unterbrochen wird, trägt die in Grün und Gold geschnitzte Holzdecke aus dem Jahr 1670 das Kreuz des Malteserritterordens und das Wappen von Galilei, eine rote Leiter auf einem goldenen Feld.
Neben dem Heiligen Petrus auf dem Stuhl vom Meister der Heiligen Cäcilie (1307, erster Altar rechts, ursprünglich in San Pier Maggiore) enthalten die Seitenaltäre Altarbilder von Künstlern, die um 1630 in Florenz tätig waren, darunter Onorio Marinari (Der Heilige Hieronymus in der Höhle, vierter Altar rechts), Jacopo Vignali (Christus, der vom Kreuz herabsteigt und dem Heiligen Bernhard die Wunden zeigt, fünfter Altar rechts; Hl. Franziskus in Ekstase, von Engeln gehalten, fünfter Altar links), Francesco Curradi (Himmelfahrt Mariens, vierter Altar rechts) und Fabrizio Boschi (Hl. Karl Borromäus und Hl.Filippo Neri kniend vor dem Kruzifix, zweiter Altar links); seit Jahren nicht mehr an seinem Platz ist das Altarbild des Martyriums des Heiligen Nikolaus von Cecco Bravo, das wahrscheinlich vom Kirchenverwalter gegen ein Martyrium der Zehntausend Märtyrer von Francesco Granacci ausgetauscht wurde (dritter Altar rechts). Zwischen dem fünften und vierten Altar auf der linken Seite befindet sich eine Rast während der Flucht nach Ägypten von Matteo Rosselli.
Die Fresken stammen von Nicodemo Ferrucci (Martyrium des heiligen Simon, Martyrium des heiligen Judas Thaddäus, Propheten und Putten am Altarbogen) und Giovanni Battista Naldini (Pietà, 1566, an der Gegenfassade).
Was die Skulpturen anbelangt, so befinden sich auf beiden Seiten des Presbyteriums zwei Statuen aus weißem Marmor von Orazio Mochi, die den Heiligen Simon und den Heiligen Judas darstellen. An der rechten Seitentür befindet sich ein polychromer Tabernakel aus „Pietra serena“ von Andrea Ferrucci mit der Madonna mit Kind. Auf der gegenüberliegenden Seite, über der ehemaligen Seiteneingangstür an der Via dei Lavatori, befindet sich eine von Geri Risaliti geschaffene Büste der Heiligen Ursula aus dem 14. Jahrhundert, die von einer glasierten polychromen Terrakotta-Ädikula mit Girlanden und Putten eingerahmt wird, die Andrea della Robbia (um 1470–1480) zugeschrieben wird.
Der Hochaltar aus Marmor und Halbedelsteinen stammt von Giovan Battista Cennini (um 1630).
In der Sakristei, die früher eine Kapelle der Familie Tolosini war, befindet sich ein Fragment eines Freskos mit der Geburt des Heiligen Nikolaus von Bari von Niccolò Gerini mit relativ freistehender Sinopie.

## Außen
An der Kirchenfassade befindet sich eine Gedenktafel aus dem 13. Jahrhundert: 
| CURREBANT XPI · TUNC ANNI TEMPORIS ISTI · MILLE DUCENTENI POST TRES QUATER INDEQ~ DENI. CUM SACRA SANCTOR, SIMONIS IUDEQ~ TUOR · FIT DOMUS ISTA DEUS · ABBAS QUEM BARTHOLOMEUS EX ABBATIA TITULAT QUAM SANCTA MARIA DE FLORENTINA PRE QUALIBET URBE LATINA CONSTRUXIT · PRIMUM LAPIDEM DUM FIXIT IN IMUM ET QUIA TERRENO FUNDAVIT NON ALIENO SET PROPRIO · TURBIS SICUT PATET ISTIUS URBIS · EST HINC IURE BONUS DNS VERUSQ~ PATRON. |

Die Übersetzung lautet: „Es waren 1243 Jahre der christlichen Zeitrechnung, als diese heilige Wohnstätte deiner Heiligen Simon und Judas errichtet wurde, o Gott, die Abt Bartholomäus erbaute und ihr als Abt der florentinischen Abtei Santa Maria den Titel vor jeder anderen lateinischen Stadt verlieh, als er den Grundstein legte, und da er sie auf Land gründete, die nicht anderen, sondern ihm selbst gehörten, wie es für die Bewohner dieser Stadt offensichtlich ist, ist er daher von Rechts wegen der rechtmäßige Herr und wahre Schutzherr“.